# Скотокрадство
Скотокрадство — преступление против собственности, представляющее собой тайное (кража) или открытое хищение скота. Наиболее распространенная исторически разновидность — конокрадство (хищение лошади). Кроме лошадей и крупного рогатого скота, крадут также овец и коз; сходное явление представляет хищение домашней птицы.
В законодательстве большинства постсоветских государств точного определения, что следует считать скотокрадством, не имеется, а наказание за похищение скота установлено общими статьями о хищении.

## История скотокрадства
Скотокрадство — одно из древнейших преступлений против собственности, часто упоминаемое в легендах и мифах индоевропейских народов и нашедшее отражение в древнем эпосе («Ригведа», «Махабхарата», «Похищение быка из Куальнге», похищение Гермесом коров Аполлона и др.).
Предметом скотокрадства в прежние века считались в основном лошади. В отличие от других домашних животных (коров, овец, коз, верблюдов), табун быстроходных лошадей мог быть перемещён похитителями в кратчайшие сроки на большие расстояния, что заметно усложняло их поиск. Конокрады выступают главными героями повести «Зелёный фургон» и кинофильма «Табор уходит в небо».
От скотокрадства следует отличать легальный отъём скота, который практиковался на ранних этапах истории некоторых народов в качестве наказания за совершённое преступление либо компенсации за нанесённый ущерб.
Скотокрадство принимало особенно значительные масштабы у кочевых народов, занимавшихся разведением скота. С конца XIII до начала XVII века угон скота служил основным занятием многих жителей англо-шотландского пограничья.

### Барымта́
У кочевых тюркских народов в некоторых случаях скотокрадство рассматривалось не как преступление против собственности, а как наказание за нанесённую обиду либо компенсация за нанесённый вред, возведённое в ранг традиции. Данное действие именовалось барымта (от чагатайского баранта — «разбойничий набег»).
После вынесения решения суда, в случае если сторона признанная виновной, под разными предлогами отказывалась от уплаты куна (кун — штраф за убийство у кочевников, аналог славянской виры), суд бийев или совет старейшин (аксакалов) открыто выносил решение о барымте. Данное решение означало что потерпевшая сторона имеет право угнать принадлежащее виновной стороне определённое количество животных прямо с пастбища. Также поводом для объявления барымты могли служить нарушение границ пастбищ, неравный делёж военных трофеев а также других нарушениях привычного степного уклада. После совершения барымты производился подсчёт угнанного скота с целью выяснения соразмерности нанесённого наказания и заключения окончательного примирения конфликтующих сторон. Лица участвовавшие в барымте именовались барымтачи́.
Сам акт барымты заключался в неожиданном налёте группы всадников на табун (стадо) принадлежащее виновной стороне с последующим угоном скота. При этом виновная сторона имела право на сопротивление захвату и на преследование похитителей.
Считается что барымта сменила собой затяжную по продолжительности и более тяжёлую по последствиям кровную месть.
Для предотвращения тяжёлых последствий в виде нанесения тяжких увечий либо убийства охранников скота виновной стороны, чтобы не допустить эскалации конфликта, выражаясь современным языком барымтачи должны были иметь на руках исключительно нелетальное оружие. В Толковом словаре Даля приводится на этот случай следующее замечание: 

…Баранта тем отличается от военных набегов, что нападающие, из опасения кровомести, идут без огнестрельного и даже без острого оружия, а берут ожоги, вместо копий, обух и нагайку…— Толковый словарь живого великорусского языка
В современной практике в средствах СМИ, термин «барымтач» в Казахстане и в Кыргызстане применяют ко всем занимающимся скотокрадством, независимо от национальной принадлежности преступников

### Скотокрадство в СССР
С началом установления советской власти в Туркестане, происходит планомерная отмена прежних законов, по которым жили кочевые народы и переход на нормы новой советской юстиции.
2 декабря 1920 года СНК КазАССР издал декрет «Об отмене куна». Данный декрет являлся первым уголовным законом союзной республики. Наказанием за получение куна являлась его конфискация у лиц которые его получили.
10 ноября 1921 года Казахский Центральный Исполнительный Комитет издал декрет «О борьбе со скотокрадством». Декрет отмечал скотокрадство как угрозу народному хозяйству. Декрет определил строгие меры наказания вплоть до высшей меры за кражу скота рецидивистами, а также в случае угона скота разбойным нападением. Также высшей мере наказания могли быть подвергнуты укрыватели и пособники скотокрадов включая лиц занятых сбытом похищенного. Этим же декретом ведение уголовных дел по лошадей, верблюдов и крупного рогатого скота были переданы от народных судов к военным отделениям губернских трибуналов.
19 ноября 1921 года решением Народного комиссариата юстиции КазАССР № дела о кражах скота требовалось рассматривать вне всякой очереди. В качестве безусловной меры пресечения предусматривалось заключение под стражу.
Указанный декрет действовал около полугода и был отменен в связи с принятием 1 июня 1922 года Уголовного кодекса РСФСР, в котором не предусматривалось наказание за скотокрадство.
Первые предложения о создании официальных нормативно-правовых актов по наказанию за кражу скота были сделаны 13 июля 1922 года, когда на III сессии Казахского Исполкома были приняты «Положения о прокурорском надзоре и об адвокатуре» и внесены дополнения в IX часть Уголовного кодекса РСФСР «о запрете калыма, скотокрадства, беспощадном наказании людоедства».
Ликвидация куна по мнению советской власти должна была также исключить практическую пользу от совершения барымты. Вместе с тем барымта, как традиционный метод решения судебных споров продолжал существовать. Советская юстиция различала скотокрадство от барымты, но уголовно преследовало оба явления. Из общего количества имущественных преступлений в 1926 году свыше 40 % составляло скотокрадство, 208 дел было заведено по барымте. В Джетысуйской губернии в 1925—1927 годах скотокрадство составило 49 % от общего числа преступлений.
В 1926 году был принят Уголовный кодекс РСФСР, в котором наказание за скотокрадство было предусмотрено в Главе VII. Имущественные преступления, в качестве самостоятельного состава преступления. Объектами скотокрадства предусматривались лошади и крупнорогатый скот (коровы, буйволы):

Статья 166. Скотокрадство.
 Тайное, а равно открытое похищение лошадей или другого крупного скота у трудового земледельческого населения, 
- лишение свободы на срок до пяти лет.
Те же действия, совершенные повторно или по сговору с другими лицами, 
- лишение свободы на срок до восьми лет.— Уголовный кодекс РСФСР 1926 года

### Скотокрадство в СНГ
Как и столетие назад, скотокрадство в СНГ остаётся острой проблемой для народов, которые традиционно занимаются скотоводством.
Особо тяжёлая ситуация складывается в Казахстане, Кыргызстане и в скотоводческих регионах России.
В связи с огромной протяжённостью границы между Республикой Тыва и Монголией по малозаселённой местности, а также недостаточностью пограничной охраны, банды скотокрадов терроризируют скотоводов сопредельных сторон:

…В прошлом году в монгольском приграничье пропало в четыре раза больше скота, чем в тувинском. Представьте обиду монголов: воруют-то не свои, а чужаки из-за рубежа! По данным правительства Тувы, свыше 90 процентов скотокрадов, задержанных в последние годы пограничниками двух стран — это наши с вами сограждане! Когда-то орды монгольского Чингиз-хана разоряли Россию, а вот теперь, по-видимому, отдельные россияне решили взять исторический реванш.
Впрочем, монгольские власти в долгу не остались. Российских «робингудов» пограничники страны гор и степей стали просто отстреливать. Именно поэтому на тувинском участке российско-монгольской границы за последнее десятилетие российских граждан было убито и ранено в четырнадцать раз больше, чем монгольских. И, похоже, отступать монголы не намерены. Свою скотину они будут защищать до последнего патрона.
Правда, и наши скотокрады отнюдь не из пугливых. Риск погибнуть от монгольской пули их совсем не останавливает. Да и на что больше жить в приграничной глубинке? Если украсть хотя бы одну лошадь в Монголии, то хватит на целый месяц скромной жизни. А если увести целый табун, то и собственной машиной можно будет обзавестись. И, надо заметить, поклонников такого «нового рыночного мышления» в тувинском приграничье достаточно много. — Тува и Монголия обмениваются набегами скотокрадов: есть жертвы
Ситуация со скотокрадством в Тыве на 2015 год остаётся такой же тяжёлой.
На данный момент, в связи с тяжёлым экономическим положением, сложной криминогенной обстановкой и особой значимости скотоводства для сельского населения, среди государств СНГ скотокрадство выделено в отдельную статью только в Уголовном кодексе Республики Кыргызстан. При этом наказания предусмотренные данной статьёй, на порядок строже наказания по статье «Кража»:

Статья 165. Скотокрадство.
1. Скотокрадство, то есть тайное похищение чужого скота, -
наказывается тройным айыпом либо штрафом в размере до ста расчетных показателей, либо лишением свободы на срок до трех лет.
2. То же действие, совершенное:
- 1) группой лиц;
- 2) в значительном размере,
- наказывается лишением свободы на срок от трех до пяти лет.
3. То же действие, совершенное:
- 1) с проникновением во двор жилого помещения, предприятия, организации, учреждения или скотного двора, загона;
- 2) в крупном размере,
 — наказывается лишением свободы на срок от пяти до восьми лет с конфискацией имущества или без таковой.
4. То же действие, совершенное:
- 1) организованной преступной группой;
- 2) в особо крупном размере;
- 3) лицом, ранее судимым два или более раза за хищение либо вымогательство,
 — наказывается лишением свободы на срок от восьми до одиннадцати лет с конфискацией имущества.— Уголовный кодекс Кыргызской Республики от 1 октября 1997 года (по состоянию на 28.07.2015 г.)
Попытка Министерства юстиции Кыргызстана в 2013 году удалить из уголовного кодекса данную статью встретила активное сопротивление со стороны правоохранительных органов.